# Euphorbia pseudotuberosa
Euphorbia pseudotuberosa är en törelväxtart som beskrevs av Ferdinand Albin Pax. Euphorbia pseudotuberosa ingår i släktet törlar, och familjen törelväxter. Inga underarter finns listade i Catalogue of Life.